# Hello (singel Mohombiego)
Hello – singel Mohombiego, wydany 23 lutego 2019. Utwór napisali i skomponowali Alexandru Florin Cotoi, Thomas G:son, Linnea Deb oraz sam wokalista. Za przygotowanie ostatecznej wersji utworu, miksowanie i mastering odpowiadał Robert Uhlmann, a za wydanie singla przedsiębiorstwo muzyczne Powerhouse na wyłącznej licencji wytwórni płytowej Warner Music Sweden. Singel dotarł do 3. miejsca na oficjalnej szwedzkiej liście sprzedaży. 

## Lista utworów
- Digital download[1]

1. „Hello” – 3:03

## Notowania
| Kraj    | Notowanie (2019)  | Najwyższa pozycja |
| ------- | ----------------- | ----------------- |
| Szwecja | Sverigetopplistan | 3                 |